# Die Mühle von Sanssouci
Die Mühle von Sanssouci ist ein 1925 gedrehter, deutscher Stummfilm mit Otto Gebühr in seiner Paraderolle als Friedrich der Große und gehört in die Reihe der Fridericus-Rex-Filme.

## Handlung
Die Kernhandlung des Films erzählt von einer Episode aus dem Leben des Preußenkönigs Friedrich II. jenseits des üblichen Schlachtengetümmels und höfischen Zeremoniells. Man schreibt das Jahr 1750. Nach dem Ende der Schlesischen Kriege kehrt Friedrich erschöpft nach Sanssouci zurück und möchte sich von den aufreibenden Kriegsgeschehnissen erholen. Doch die Mühle des Müllers Casper, einst die edelste und teuerste der Welt, klappert derart laut, dass sich seine Majestät in seinem Ruhebedürfnis massiv gestört fühlt. Daran ändert auch eine nunmehr flink herausgegebene Weisung des Monarchen nichts, da sich Casper mehr als stur stellt. Er verweist auf des Königs Erlass, dass vor dem Recht in Preußen alle Menschen gleich seien: Der Bürger wie der Edelmann, der Bettler wie der König.
Bald eskaliert der Streit, und Casper beschließt, in dieser Angelegenheit sogar ein Gerichtsurteil zu erwirken (von dem Friedrich weiß, dass er angesichts des von ihm aufgestellten Gleichheitsgebotes vor Justitia nur verlieren kann). Doch schließlich beschließen die beiden Streithähne, einen Ausgleich anzustreben und finden eine außergerichtliche Lösung, die eine Versöhnung ermöglicht. In den diversen Nebenhandlungssträngen kann seine Majestät das Liebesglück zweier Paare, zu denen auch zwei seiner Soldaten (Leutnant von Bärenfels und Korporal Jobst) gehören, fördern, sich mit dem großen französischen Literaten Voltaire austauschen und schließlich in eigener, amouröser Angelegenheit – seine Beziehung zu der Tänzerin Barberina – die Dinge vorantreiben.

## Produktionsnotizen
Die Mühle von Sanssouci entstand im November / Dezember 1925 in den Filmstudios von Staaken. Nach der Zensur, die am 18. Januar 1926 den Film für die Jugend freigab, wurde diese Produktion, die mit 3124 Metern Länge, verteilt auf zehn Akte, gewaltige Ausmaße besaß, am 1. Februar 1926 im Berliner Capitol am Zoo uraufgeführt. In Österreich lief der Streifen am 23. Juli 1926 an.
Friedrich Zelnik hatte die künstlerische Oberleitung, Heinz Landsmann war Aufnahmeleiter. Unter der Oberleitung des Chefkameramanns Frederik Fuglsang dienten Gustav Ucicky und Eduard von Borsody als weitere Kameraleute. Ucicky sollte als Regisseur keine fünf Jahre darauf mit Das Flötenkonzert von Sans-souci selbst einen Fridericus Rex-Film vorlegen. Die Filmbauten entwarf Gustav A. Knauer, Andrej Andrejew sorgte für die Malarbeiten.
Für Lissy Lind, die hier mit der Wilhelmine von Bayreuth die weibliche Hauptrolle spielte, war Die Mühle von Sanssouci der letzte Kinofilm.

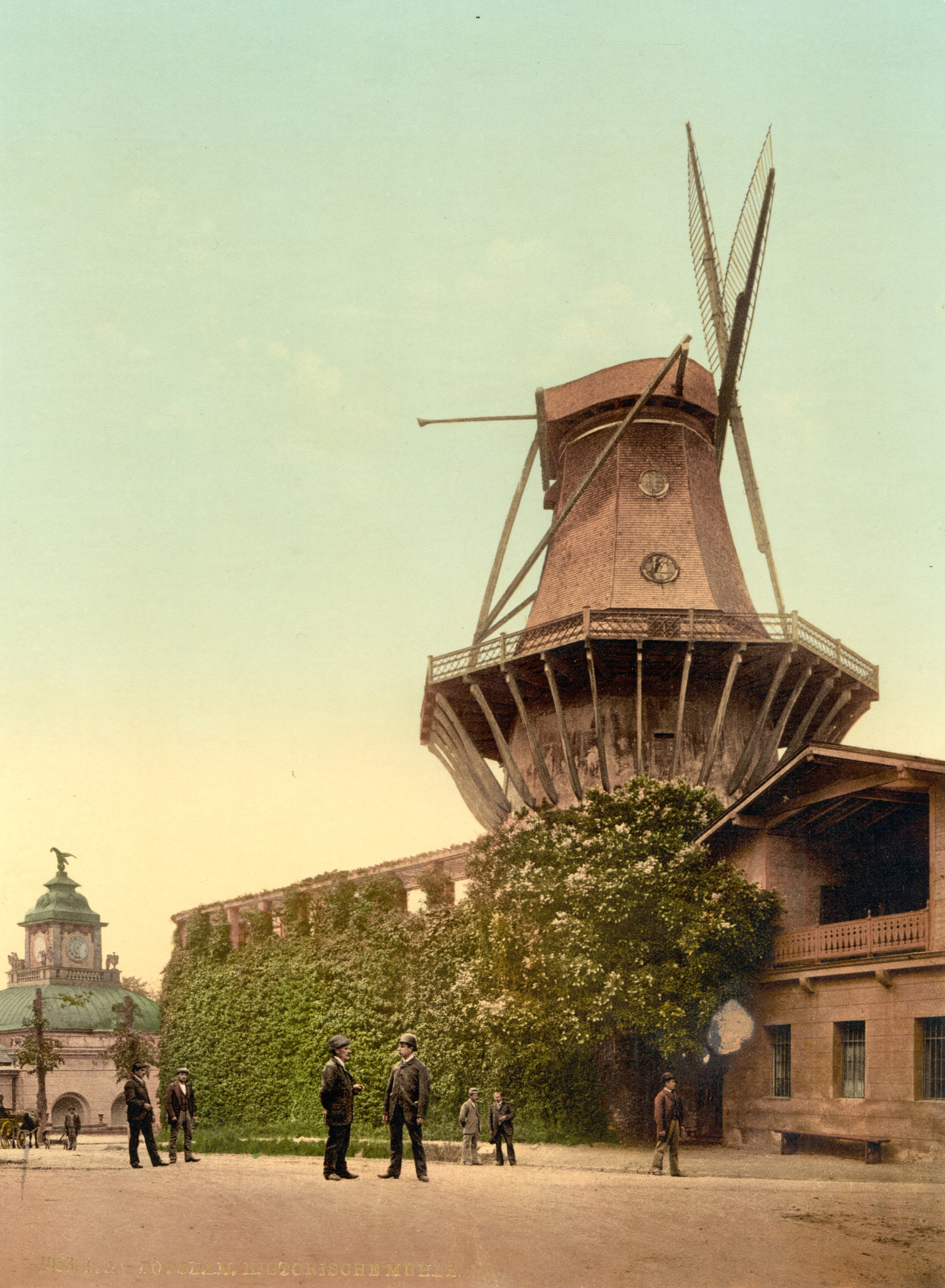
Die historische Mühle von Sanssouci in Potsdam um 1900

## Historischer Hintergrund der Geschichte
1745 verfügte Friedrich II. den Bau des Sommerschlosses Sanssouci wenige Meter östlich der Mühle. Neben den Störungen des alltäglichen Mühlenbetriebs durch die Baumaßnahmen befürchtete der Müller Beeinträchtigungen in der Windzufuhr und beklagte sich darüber bereits in der Bauphase beim König. Dieser beauftragte die Kriegs- und Domänenkammer mit der Überprüfung der Angelegenheit und schrieb: „[…] welchergestalt der Wind Müller Johann Wilhelm Graebenitz zu Potsdam sich beklaget, dass seine Wind Mühle, nachdem unser dortiges Lustschloss gantz nahe an derselben erbauet, der Weinberg mit hohen Mauern umgeben und hohe Bäume gepflanzet worden, aus Mangel des Windes stille gehen müsste, gleichwohl aber die jährliche Pacht von ihm […] entrichtet werden müsse.“ Diese Auseinandersetzung führte später zur Legendenbildung.

## Kritik und Rezeption
Paimann’s Filmlisten resümierte: „Die zum großen Teil historische Handlung ist interessant und ohne Längen, mit vielen Streiflichtern, die Regie straff, die Darstellung durchwegs gut, hervorragend Otto Gebühr als Friedrich der Große. Aufmachung und Photographie sind ebenfalls sehr gut.“

„Otto Gebühr hat durch eine geradezu geniale Inkarnation dem deutschen Volk seinen herrlichen König Friedrich II. von neuem lebendig gemacht und sich mit dieser Leistung, die lange unvergessen bleiben wird, ein schauspielerisches Verdienst erworben, das in der Film- und Schauspielkunst kaum Beispiele finden wird. Nun folgte nach alten Gesetzen der Filmfabrikation die Fridericus-Serie. Zuerst die Geschichte von der „Mühle von Sanssouci“ (1926). Liebesgeschichten, Schlachtenbilder, Grenadiere beim Exerzieren.“